# ミハイル・ズラボフ
ミハイル・ユリエヴィチ・ズラボフ（ロシア語: Михаи́л Ю́рьевич Зура́бов, 英語: Mikhail Yuryevich Zurabov, 1953年10月3日 - ）は、ロシアの政治家。2004年から2007年まで、第一次ミハイル・フラトコフ内閣および第二次フラトコフ内閣の保健・社会開発大臣、2007年10月7日からロシア連邦大統領顧問。レニングラード（現在のサンクトペテルブルク）出身。
モスクワ・マネージメント大学と全連邦科学調査大学の修士課程を修了した。1999年から2004年までロシア連邦年金基金総裁。
2009年8月13日、ウクライナ駐箚ロシア連邦特命全権大使を解任されたヴィクトル・チェルノムイルジン元首相の後任のウクライナ大使に任命される。しかし、2009年8月11日、ドミートリー・メドヴェージェフ露大統領は、ウクライナの反露感情を考慮して新大使派遣を延期した。2010年ウクライナの大統領選挙で親露派のヴィクトル・ヤヌコーヴィチが大統領に当選した。これを受けて、2010年3月2日、ズラボフは、ヤヌコーヴィチ大統領に信任状を捧呈した。
2014年9月5日にウクライナ駐箚特命全権大使として、ウクライナ、ロシア連邦、ドネツク人民共和国、ルガンスク人民共和国が調印した、ドンバス地域における戦闘（ドンバス戦争）の停止について合意した文書に署名した（ミンスク議定書）。

私生活ではユリア夫人との間に一女アナスタシアがいる。また孫が1人いる。2006年に男の子を養子にとっている。